# Lille Grand Palais (stacja metra)
Lille Grand Palais – stacja metra w Lille, położona na linii 2. Znajduje się w Lille, w dzielnicy Lille-Centre. Stacja obsługuje centrum kongresowe Lille Grand Palais, halę widowiskową Zénith de Lille i Uniwersytet Lille II.
Została oficjalnie otwarta 1 kwietnia 1989. 